# Max Enderfors
Max Christian Enderfors, född 29 juli 1986 i Stockholm, är en svensk skådespelare. Han är mest känd för rollen som femtonårige Matti i filmen Populärmusik från Vittula.

## Filmografi
Roller
- 2004 – Populärmusik från Vittula
- 2004 – En del av mitt hjärta (kortfilm)
- 2009 – Livet i Fagervik (TV-serie)
- 2012 – Något hemskt

Produktionsassistent
- 2006 – Underbara älskade